# هوراس إليس كراوتش
هوراس إليس كراوتش (بالإنجليزية: Horace Ellis Crouch)‏ هو عسكري أمريكي، ولد في 29 أكتوبر 1918 في كولومبيا في الولايات المتحدة، وتوفي بنفس المكان في 21 ديسمبر 2005.